# Castello di Montecanino
Il castello di Montecanino è un castello situato a Montecanino, frazione del comune italiano di Piozzano, in provincia di Piacenza.
Situato sul crinale settentrionale della val Luretta, a 3,5 km dal capoluogo comunale, in una posizione che consente un'ampia visuale sulla pianura Padana.

## Storia
Il fortilizio, originariamente a pianta rettangolare, venne costruito intorno all'anno Mille a difesa della località di Montecanino, abitata fin dall'epoca romana e citata nella tabula alimentaria traianea come Canianum. Il castello venne raso al suolo da parte di Federico Barbarossa nel 1164, con l'aiuto di milizie provenienti dal pavese.
In seguito alla distruzione, l'edificio venne ricostruito dotandolo di 5 torri; il complesso crebbe gradualmente di dimensioni fino a diventare un piccolo borgo fortificato. In epoca bassomedievale, a seguito dell'accrescimento dell'importanza del castello, sorse a Montecanino, in una posizione sottostante rispetto al borgo, un secondo castello, detto la Valorosa, posto alle dipendenze del borgo fortificato di Montecanino.

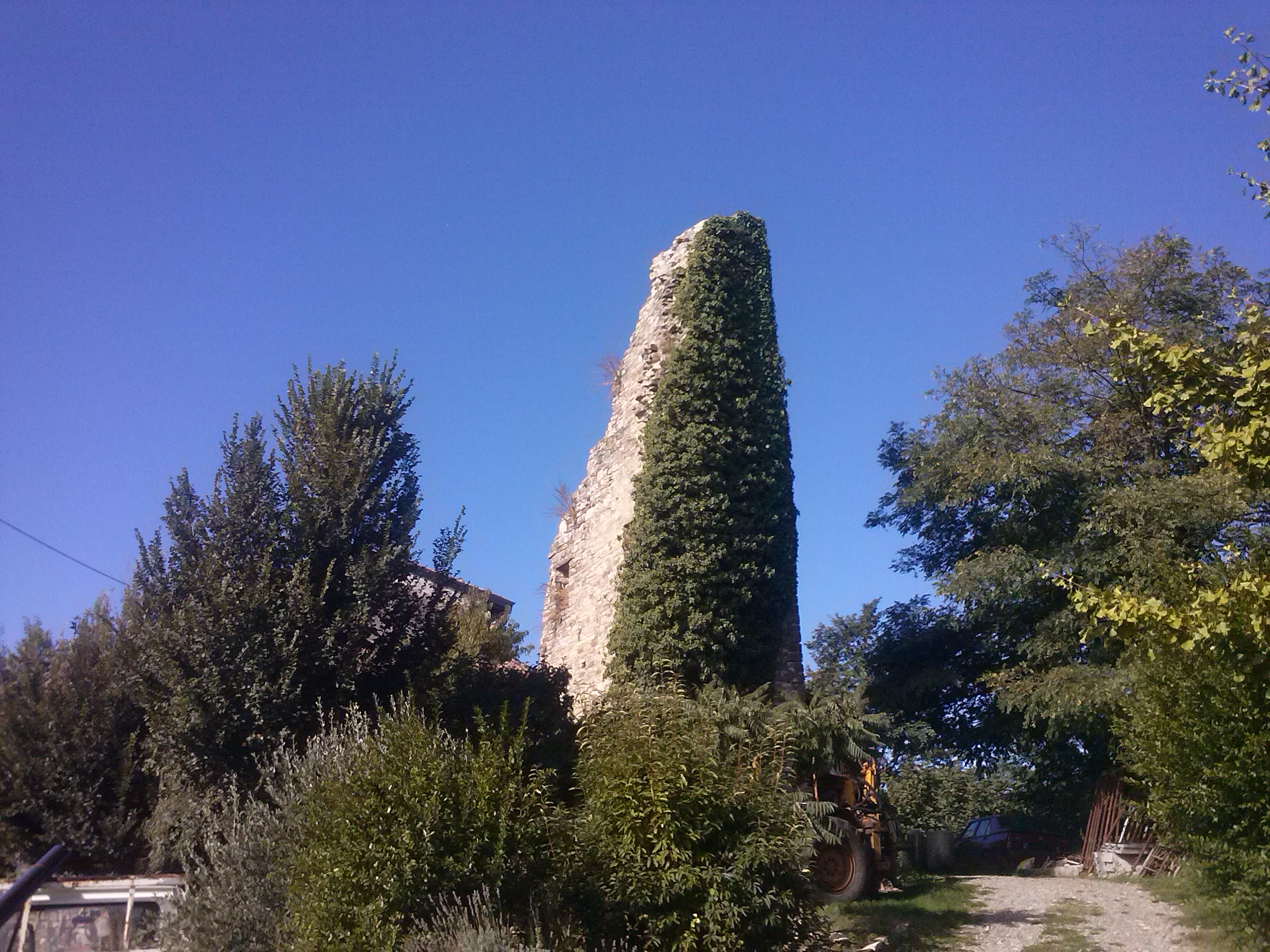
I resti delle mura

Nel XIV secolo fu tra i possedimenti della famiglia Dolzani passando, poi, nel secolo successivo, a Francesco e Jacopo Piccinino, figli di Niccolò Piccinino, i quali, nel 1461, concessero il locale feudo al nobile Vinciguerra Arena. Nel 1519 uno degli eredi di Vinciguerra cedette una porzione del complesso al conte Claudio Landi che, 1524 acquisto un'altra parte dal notaio Marino da Sagliano, il quale aveva sposato una erede dell'Arena. Nel 1528 il maniero divenne di proprietà della famiglia Scotti. Il complesso divenne interamente di proprietà degli Scotti solo nel 1565 quando Gian Francesco Scotti acquisì l'ultima porzione del castello, incluso il torrione principale versando la somma di 160 scudi d'oro alla Camera Ducale farnesiana a cui la parte di edificio era stata assegnata dopo la dipartita senza eredi di Cesare Arena.
Mentre il castello rimase tra le proprietà del ramo di Mezzano della famiglia Scotti, il feudo passò prima ai Rolleri, poi alla famiglia bolognese degli Albergati e, infine, alla Camera Ducale, dopo l'estinzione del ramo famigliare degli Albergati. Il feudo passò, così, alla famiglia Casati che, in qualità di feudataria di Boffalora, godeva del diritto di ottenere il feudo, così come il castello, nel caso l'investitura fosse tornata nelle mani del duca. Così, nel corso del XIX secolo, il castello, già in uno stato di conservazione piuttosto precario, venne acquistato dalla famiglia Casati; l'edificio fu, comunque, utilizzato nel suo complesso fino agli ultimi anni di quel secolo. Successivamente, il feudo passò nelle mani di varie famiglia, l'ultima delle quali furono i Tredicini.
Nel 1890 una delle torri angolari di forma cilindrica parte del borgo venne riadattata a torre campanaria al servizio della vicina chiesa di San Giovanni Evangelista tramite la sopraelevazione a l'aggiunta di una cella campanaria di forma ottagonale. Nel 1963 il dongione venne raso al suolo poiché pericolante. Alcuni dei corpi di fabbrica che originariamente erano parte del forte, vennero, invece, adibiti ad abitazioni private.

## Struttura
Il castello si presentava originariamente come un borgo fortificato basato su una struttura a pianta rettangolare accessibile dopo aver superato un rivellino di ingresso dotato di ponte levatoio del quale possono ancora essere notati gli scassi. Un numero imprecisato di torri, 5 o 6 secondo alcune fonti, erano presenti sia all'interno del borgo che lungo la cinta muraria, la principale delle quali venne demolita nel 1963 poiché ritenuta fortemente danneggiata e pericolante.
Dell'intera struttura sono ancora presenti il rivellino posto all'ingresso, alcuni corpi di fabbrica che sono stati rimaneggiati per essere utilizzati a scopo abitativo e alcuni tratti non in continuità tra di loro parte delle mura che delimitavano il borgo. La parte del castello maggiormente conservata è quella che dà sul lato nord-orientale del complesso.